# Pseudopeziza jasiones
Pseudopeziza jasiones är en svampart som först beskrevs av Lars Gunnar Torgny Romell, och fick sitt nu gällande namn av John Axel Nannfeldt 1932. Pseudopeziza jasiones ingår i släktet Pseudopeziza och familjen Dermateaceae.   Inga underarter finns listade i Catalogue of Life.
I den svenska databasen Dyntaxa används istället namnet Leptotrochila jasiones för samma taxon.  Arten är reproducerande i Sverige.